# Championnat de Grèce de rugby à XV 2009-2010
 (juillet 2025).
Motif : Coquille vide sans rédaction ni la moindre source. L'article principal (à compléter) devrait être suffisant pour aborder cette compétition
- Archive Wikiwix
- Bing
- Cairn
- DuckDuckGo
- E. Universalis
- Gallica
- Google
- G. Books
- G. News
- G. Scholar
- Persée
- Qwant
- (zh) Baidu
- (ru) Yandex
- (wd) trouver des œuvres sur Wikidata

| 1. | Préciser le motif de la pose du bandeau. | Précisez le motif de la pose du bandeau en utilisant la syntaxe suivante : {{admissibilité à vérifier\|date=juillet 2025\|motif=remplacez ce texte par le motif}}                                                 |
| 2. | Informer les utilisateurs concernés.     | Pensez à avertir le créateur de l'article, par exemple, en insérant le code ci-dessous sur sa page de discussion : {{subst:avertissement admissibilité à vérifier\|Championnat de Grèce de rugby à XV 2009-2010}} |

Navigation
Championnat de Grèce 2008-2009 Championnat de Grèce 2010-2011
Le championnat de Grèce de rugby à XV 2009-2010 se déroule du 10 octobre 2009 au 5 mai 2010. La compétition débute par une phase régulière organisée en matchs simples à l'issue de laquelle les quatre premières équipes classées sont qualifiées pour la seconde phase (playoff) ainsi que les 5 et 6e place qualificatives pour un tour préliminaire aux plays-off. Dans la phase de playoff, trois tours sont joués : 1er tour, demi-finales et finale, le vainqueur de la finale est déclaré champion de Grèce.

## Présentation

### Liste des clubs en compétition
| Attica Springboks Athens RFC Athens Spartans Iraklis Thessaloniki Thessaloniki Lions Colossoi Rhodos Makedone Evosmou |

| Équipe               | Stade                | Capacité | Ville, Comté  |
| -------------------- | -------------------- | -------- | ------------- |
| Iraklis Thessaloniki | Stade Katsaneio      |          | Thessalonique |
| Thessaloniki Lions   | Centre Matta         |          | Thessalonique |
| Athens RFC           | Stade Agios-Andreas  |          | Athènes       |
| Athens Spartans      | Stade Agios-Kosmas   |          | Athènes       |
| Attica Springboks    | Stade Apilion-Koropi |          | Attique       |
| Colosse Rhodes       | Stade Paradeisi      |          | Rhodes        |
| Evosmos Makedones    | Stade Evosmos        |          | Évosmos       |

### Maillots des équipes
| Thessaloniki Lions | Athens RFC Dom. | Athens RFC · Ext. | Springboks Attica | Spartans Athens RFC | Colosses Rhodes | Makedones · Evosmos | Iraklis Thessaloniki |  |

## Classement de la phase régulière
| Rang | Club                 | J | V | N | D | Pm  | Pe  | Diff | Pts |
| ---- | -------------------- | - | - | - | - | --- | --- | ---- | --- |
| 1    | Colosse Rhodes       | 6 | 5 | 1 | 0 | 275 | 52  | +223 | 17  |
| 2    | Athens RFC (T)       | 6 | 4 | 0 | 2 | 188 | 54  | +134 | 16  |
| 3    | Attica Springboks    | 6 | 3 | 1 | 2 | 137 | 79  | +58  | 13  |
| 4    | Thessaloniki Lions   | 6 | 3 | 0 | 3 | 89  | 155 | -66  | 12  |
| 5    | Spartans Athènes     | 6 | 1 | 0 | 5 | 67  | 177 | -110 | 8   |
| 6    | Iraklis Thessaloniki | 6 | 2 | 0 | 4 | 61  | 116 | -55  | 6   |
| 7    | Makedones Evosmos    | 6 | 1 | 0 | 5 | 54  | 242 | -188 | 0   |

|  | Qualifiés pour la phase finale no 1, no 2.                            |
|  | Qualifiés pour le 1er tour de la phase finale no 3, no 4, no 5, no 6. |
|  | T : tenant du titre 2009                                              |

Attribution des points : victoire : 3, match nul : 2, défaite : 1, forfait : Retrait de la compétition.
Règles de classement : à la suite des forfaits des équipes pour différents déplacements, la fédération a attribué des points de pénalité aux équipes donnant le classement ci-dessus.

## Phase finale
|  | Quarts-de-finale                                | Quarts-de-finale                           |                                           |                                           | Demi-finales                                   | Demi-finales                                   |  |  | Finale                                    | Finale                                    |
|  | Quarts-de-finale                                | Quarts-de-finale                           |                                           |                                           | Demi-finales                                   | Demi-finales                                   |  |  | Finale                                    | Finale                                    |
|  |                                                 |                                            |                                           |                                           |                                                |                                                |  |  |                                           |                                           |
|  | 30 janvier 2010 au Stade Koropi, à Athènes      | 30 janvier 2010 au Stade Koropi, à Athènes |                                           |                                           | 20 mars 2010 au Stade Agios Andreas, à Athènes | 20 mars 2010 au Stade Agios Andreas, à Athènes |  |  | 15 mai 2010 au Stade Paradeisi , à Rhodes | 15 mai 2010 au Stade Paradeisi , à Rhodes |
|  | 30 janvier 2010 au Stade Koropi, à Athènes      | 30 janvier 2010 au Stade Koropi, à Athènes |                                           |                                           | 20 mars 2010 au Stade Agios Andreas, à Athènes | 20 mars 2010 au Stade Agios Andreas, à Athènes |  |  | 15 mai 2010 au Stade Paradeisi , à Rhodes | 15 mai 2010 au Stade Paradeisi , à Rhodes |
|  | 30 janvier 2010 au Stade Koropi, à Athènes      | 30 janvier 2010 au Stade Koropi, à Athènes | Attica Springboks                         | 12                                        |                                                |                                                |  |  | 15 mai 2010 au Stade Paradeisi , à Rhodes | 15 mai 2010 au Stade Paradeisi , à Rhodes |
|  | Attica Springboks                               | 19                                         | Attica Springboks                         | 12                                        |                                                |                                                |  |  | 15 mai 2010 au Stade Paradeisi , à Rhodes | 15 mai 2010 au Stade Paradeisi , à Rhodes |
|  | Attica Springboks                               | 19                                         | Athens RFC                                | 43                                        |                                                |                                                |  |  | 15 mai 2010 au Stade Paradeisi , à Rhodes | 15 mai 2010 au Stade Paradeisi , à Rhodes |
|  | Iraklis Thessalonique                           | 0                                          | Athens RFC                                | 43                                        |                                                |                                                |  |  | 15 mai 2010 au Stade Paradeisi , à Rhodes | 15 mai 2010 au Stade Paradeisi , à Rhodes |
|  | Iraklis Thessalonique                           | 0                                          | 20 mars 2010 au Stade Paradeisi, à Rhodes | 20 mars 2010 au Stade Paradeisi, à Rhodes | Athens RFC                                     | 17                                             |  |  |                                           |                                           |
|  | 30 janvier 2010 au Centre Matta, à Néa Redaisto |                                            | 20 mars 2010 au Stade Paradeisi, à Rhodes | 20 mars 2010 au Stade Paradeisi, à Rhodes | Athens RFC                                     | 17                                             |  |  |                                           |                                           |
|  |                                                 | Colosse Rhodes                             | 20 mars 2010 au Stade Paradeisi, à Rhodes | 20 mars 2010 au Stade Paradeisi, à Rhodes | 15                                             |                                                |  |  |                                           |                                           |
|  | Lions Thessaloniki                              | Colosse Rhodes                             | 20 mars 2010 au Stade Paradeisi, à Rhodes | 20 mars 2010 au Stade Paradeisi, à Rhodes | 15                                             | 12                                             |  |  |                                           |                                           |
|  | Lions Thessaloniki                              | Colosse Rhodes                             | 24                                        |                                           |                                                | 12                                             |  |  |                                           |                                           |
|  | Spartans Athènes                                | Colosse Rhodes                             | 24                                        | 6                                         |                                                |                                                |  |  |                                           |                                           |
|  | Spartans Athènes                                | Lions Thessaloniki                         | 14                                        | 6                                         |                                                |                                                |  |  |                                           |                                           |
|  |                                                 | Lions Thessaloniki                         | 14                                        |                                           |                                                |                                                |  |  |                                           |                                           |